# Celleporaria vermiformis
Celleporaria vermiformis är en mossdjursart som först beskrevs av Campbell Easter Waters 1909.  Celleporaria vermiformis ingår i släktet Celleporaria och familjen Lepraliellidae.
Artens utbredningsområde är Röda havet. Inga underarter finns listade i Catalogue of Life.